# Blau de cobalt
El blau de cobalt és un color fred, que històricament s'obtenia utilitzant sals de cobalt. L'empresa més important del món que el segle xix en fabricava fou Blaafarveværket a Noruega, sota el càrrec de Benjamin Wegner. El pigment és extraordinàriament estable.
Ja en el segle xvi, alguns compostos del cobalt eren usats per a donar un to blau al vidre, però no va ser aïllat fins que, el 1735, el químic suec George Brandt (1694-1768) el va preparar a partir de l'arsenur.

## Localització i usos
- El cel pren a vegades aquesta tonalitat.
- Té una presència ancestral en la decoració de peces de ceràmica i porcellana d'arreu del món.
- Es de color del tramvia blau de Barcelona.
- És de color de la bandera de Nicaragua.
- És el color de l'automòbil esportiu de la sèrie 2 Lotus Elise de la fàbrica anglesa Lotus Cars.

## Història
El blau de cobalt en formes impures s'havia utilitzat durant molt de temps a la porcellana xinesa. El primer ús registrat del blau cobalt com a nom de color en anglès va ser el 1777. Va ser descobert independentment com un pigment pur a base d'alúmina per Louis Jacques Thénard el 1802. La producció comercial va començar a França el 1807. El principal fabricant mundial de blau cobalt al segle xix va ser la companyia noruega Blaafarveværket de Benjamin Wegner ("La indústria del color blau" en danès). Alemanya també va ser famosa per la seva producció, especialment per les seves obres de color blau (Blaufarbenwerke) a les muntanyes Minerals de Saxònia.
Seguint la ruta de la Seda i des de Pèrsia l'òxid de cobalt necessari per a aconseguir el color blau en la porcellana arribava a la Xina i les peces blanques i blaves resultants en el segle xiv, quan es van conèixer a Europa, van esdevenir objectes de col·lecció molt cobejats, com ho demostra la presència de peces de porcellana blanca i blava en bodegons i natures mortes de la pintura flamenca.
Una mostra del color blau de cobalt:

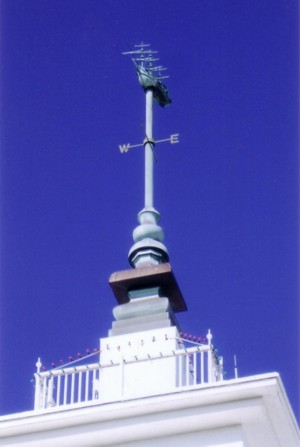
Cel de color blau de cobalt a Hamilton (Bermudes)
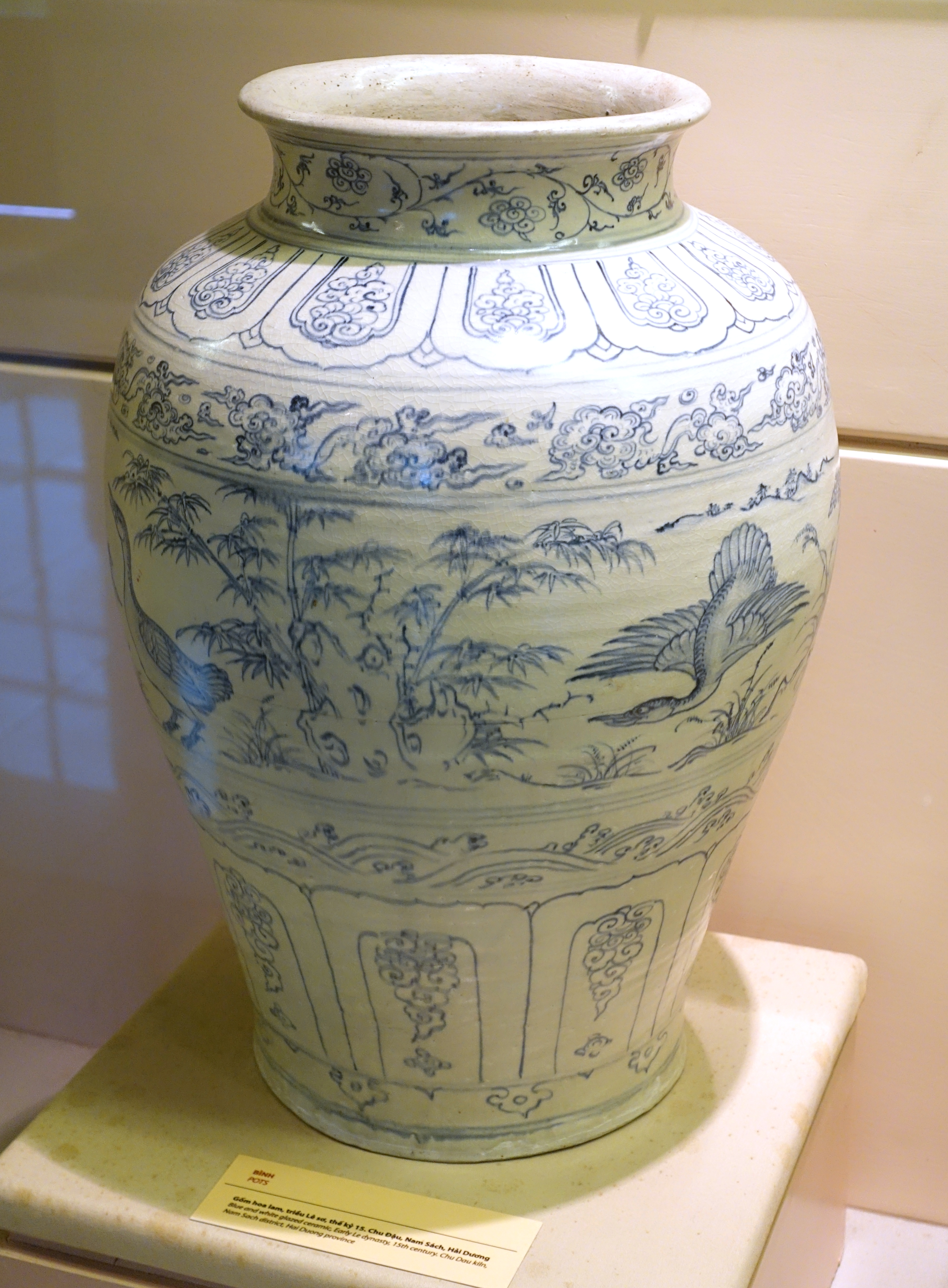
Gerro de gres vietnamita del segle xv
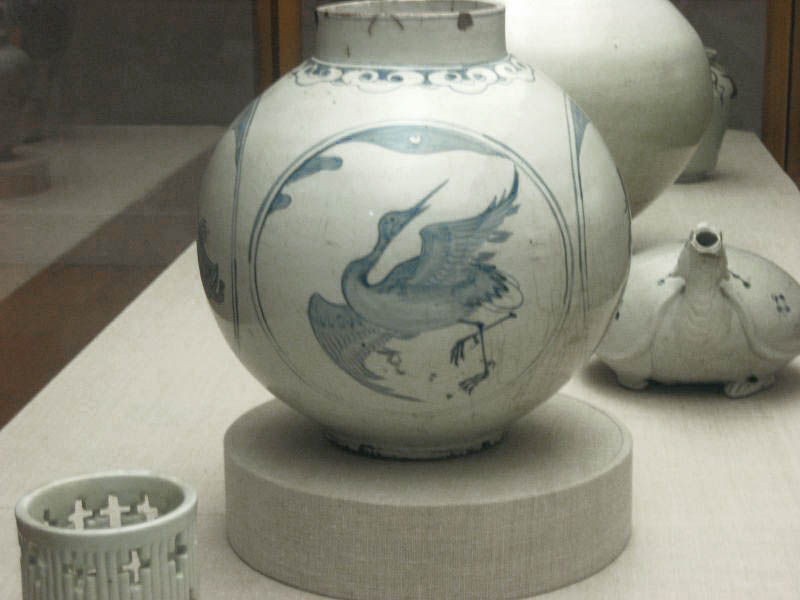
Porcellana coreana del segle xviii
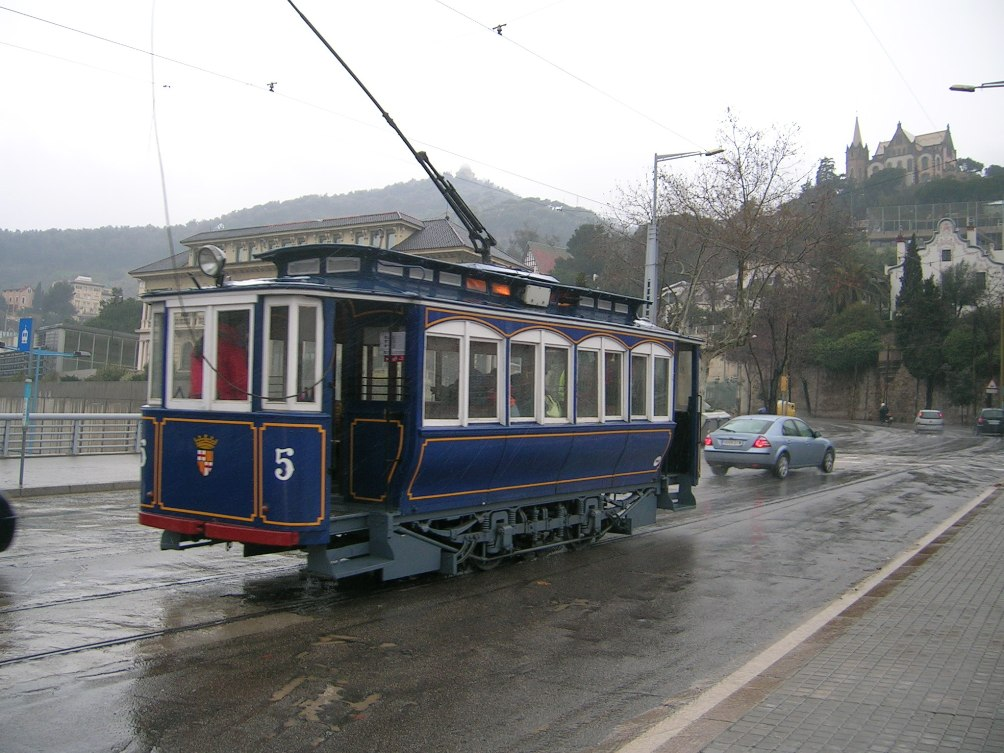
Tramvia blau (de cobalt) de l'avinguda del Tibidabo de Barcelona, construït el 1904
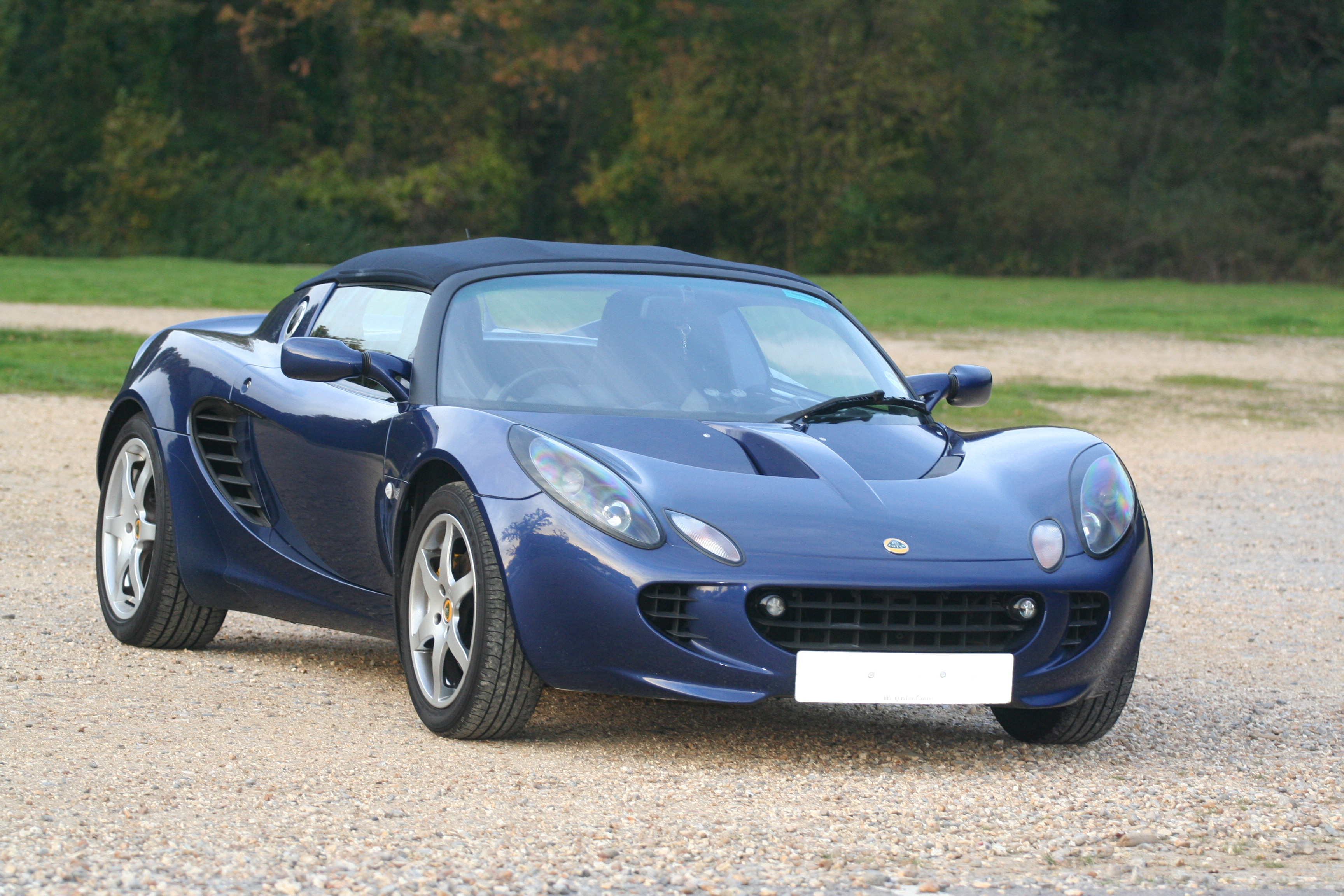
Lotus Elise S2 de color blau de cobalt
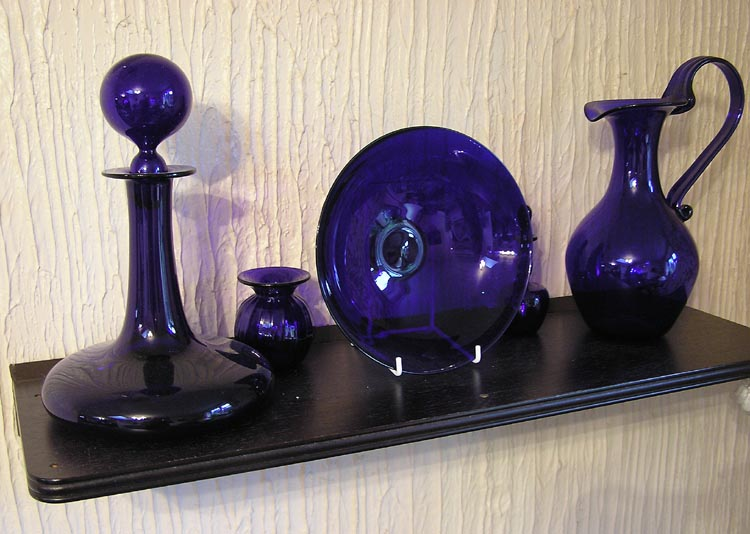
Vidre acolorit amb cobalt